# G-Force Racing
Pour les articles homonymes, voir G-Force (homonymie).
G-Force Racing est une écurie de sport automobile belge.

## Histoire
Après avoir disputé les 1 000 kilomètres de Spa, l'écurie reste sur le circuit pour organiser des séances de roulage avec la Courage C65. En vue de la participation aux 24 Heures du Mans au mois de juin, la Courage est ensuite démontée entièrement.
Aux 24 Heures du Mans, lors de la première séance de qualifications, la Courage C65 pilotée par Val Hillebrand, Franck Hahn et Gavin Pickering est fortement endommagée. La voiture n'étant pas prête pour la séance suivante, l'écurie espère obtenir de l'Automobile Club de l'Ouest une certaine clémence pour qu'elle puisse être alignée au départ. En effet, l'équipage n'a pas pu faire mieux que 4 min 31 s 453 sur un tour lors des qualifications ; par conséquent, il ne respecte pas la règle des 115 % du temps de l'ouvreur,. En course, la voiture abandonne sur un problème de transmission, après 182 tours parcourus.
En septembre, lors des 1 000 kilomètres du Nüburgring, l'écurie termine à la quatrième place de la catégorie LMP2.
En mai 2006, lors des 1 000 kilomètres de Spa, Jean-François Leroch qualifie la Courage en treizième position sur la grille de départ (sixième du LMP2). Le lendemain, le départ de l'épreuve est donnée sur une piste détrempée, il survient alors un accrochage impliquant pas moins de cinq voitures, dont la Courge du G-Force Racing. À son volant, Jean-François Leroch n'est pas blessé,.
Malgré ce résultat, Stéphane Lémeret, qui a piloté la Courage C65 pour la première fois, ne semble pas abattu : « Ce n'est évidemment pas agréable de finir un week-end dans ces conditions, mais je garde un sentiment très positif pour l'équipe, tout le monde prend son travail très au sérieux, que ce soit les pilotes, les chefs d'équipe ou l'équipe technique. J’espère réellement que G-Force va se battre et être sur la grille de départ au Mans ». Quant à Ed Morris, il n'avait jamais piloté sur le circuit de Spa-Francorchamps.
En juin , lors des 24 Heures du Mans, la Courage C65 motorisée par Judd, rencontre des problèmes liés à son moteur, puis à sa boîte de vitesses. Finalement, l'équipage est contraint à l'abandon vers minuit,,.